# Application protocol data unit
No contexto de cartões inteligentes, uma application protocol data unit (APDU), em português unidade de dados de protocolo de aplicativo, é a unidade de comunicação entre um leitor de cartão inteligente e um cartão inteligente. A estrutura da APDU é definida pela ISO/IEC 7816-4 Organization, security and commands for interchange (Organização, segurança e comandos para intercâmbio).

## Par comando-resposta de mensagem APDU
Existem duas categorias de APDUs: comando APDUs e resposta APDUs. Um comando APDU é enviado pelo leitor para o cartão - ele contém um cabeçalho obrigatório de 4 bytes (CLA, INS, P1, P2) e de 0 a 65 535 bytes de dados. Uma resposta APDU é enviada pelo cartão para o leitor - contém de 0 a 65 536 bytes de dados e 2 bytes de status obrigatórios (SW1, SW2).
| Comando APDU                  | Comando APDU      | Comando APDU |
| Nome do campo                 | Tamanho (bytes)   | Descrição |
| ----------------------------- | ----------------- | --- |
| CLA                           | 1                 | Classe de instrução - indica o tipo de comando, por exemplo interindústrial ou proprietário |
| INS                           | 1                 | Código de instrução - indica o comando específico, por exemplo "gravar dados" |
| P1-P2                         | 2                 | Parâmetros de instrução para o comando, por exemplo offset (deslocado) para o arquivo no qual os dados serão gravados |
| Lc                            | 0, 1 ou 3         | Codifica o número (Nc) de bytes de dados de comando para o seguinte 0 bytes denota Nc=0 1 byte com um valor de 1 a 255 indica Nc com o mesmo valor 3 bytes, o primeiro dos quais deve ser 0, denota Nc no intervalo de 1 a 65 535 (todos os três bytes podem não ser zero) |
| Dados de comando              | Nc                | Nc bytes de dados |
| Le                            | 0, 1, 2 or 3      | Codifica o número máximo (Ne) de bytes de resposta esperados 0 bytes denota Ne=0 1 byte no intervalo de 1 a 255 indica que o valor de Ne ou 0 indica Ne= 256 2 bytes (se Lc estendido estava presente no comando) no intervalo de 1 a 65 535 denota Ne desse valor ou dois bytes zero indicam 65 536 3 bytes (se Lc não estava presente no comando), o primeiro dos quais deve ser 0, denota Ne da mesma maneira que Le de dois bytes |
| Resposta APDU                 |                   | |
| Dados de resposta             | Nr (no máximo Ne) | Dados de resposta |
| SW1-SW2 (Trailer de resposta) | 2                 | Estado de processamento do comando, por exemplo 90 00 (hexadecimal) indica sucesso |